# Folkets hus, Iggesund
Folkets hus är ett folkets hus i Iggesund, beläget på adressen Centralgatan 3, och används i dag först och främst som biograf och hemmascen för Iggesundsrevyn.

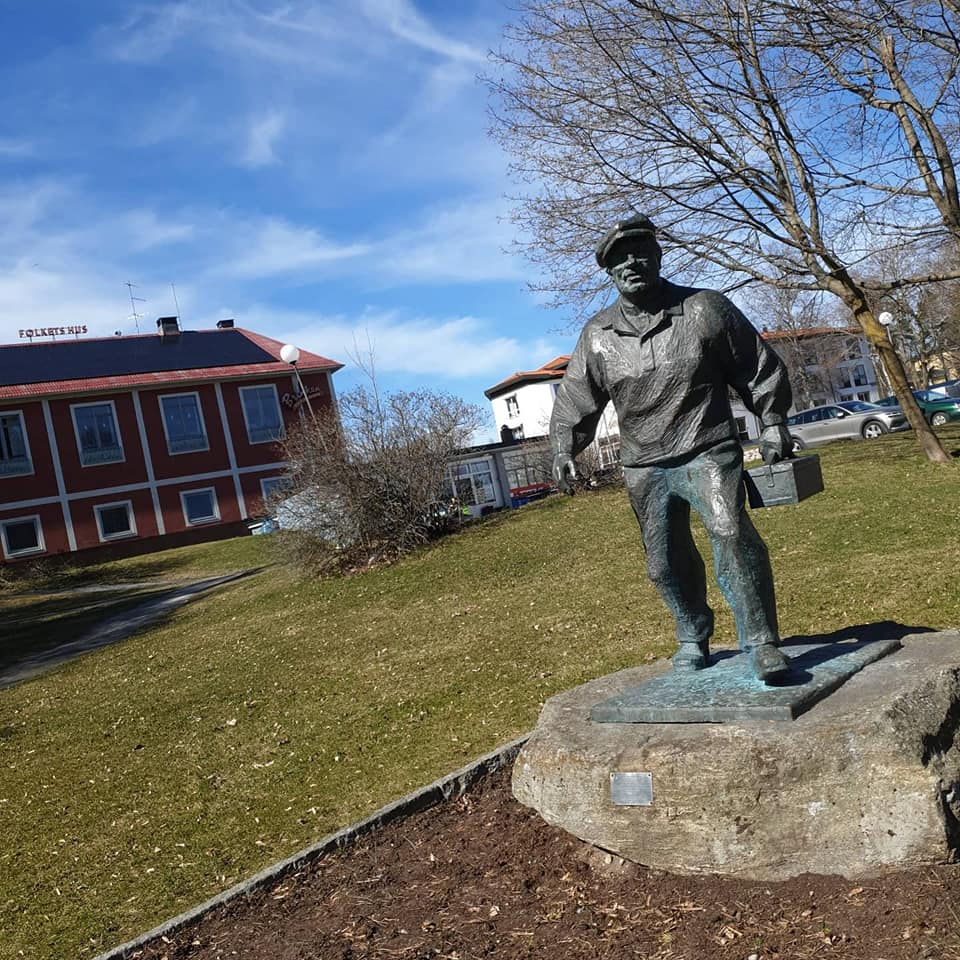
Statyn på arbetaren i Iggesunds centrum med Folkets Hus i bakgrunden

## Kort historik
I början av 1920 bildades en Folkets-husförening i Iggesund. Bolagsstyrelsen i Iggesunds bruk upplät en tomt för bygget av en samlingslokal. År 1926 påbörjades bygget av Iggesunds första Folkets hus, som enligt Minnesbok om Iggesund stod färdigt först 1927. Det första bygget beskrivs av föreningens hemsida som en liten och enkel paviljong. Platsen blev hemvist för all facklig och övrig politisk verksamhet fram tills den nuvarande byggnaden invigdes den 9 december 1950. Folkets hus egen verksamhet erbjuder i dag bland annat biograf, teater, revy, digitala opera- och konsertvisningar, musikkvällar med mera.

## Biografen
Folkan Iggesunds biograf är ansluten till Bio.se och har en digital projektor med 3D och förbättrat Dolby 5.1-ljud och en helt ny duk sedan 27 juni 2018. Numera finns också Bio Kontrast i Iggesund (som tidigare visades i Forsa).